# Romano Prodi
Romano Prodi (Scandiano, 9. kolovoza 1939.), talijanski političar. 
Tijekom 1996., te od 2006. do 2008. bio je predsjednik Vlade Republike Italije, a bio je i predsjednik Europske komisije. 24. siječnja 2008. dao je ostavku, a u veljači je raspušten parlament.
Boravi u Bologni.

## Obrazovanje
Nakon završene srednje škole na Liceju Ludovico Ariosto u Reggio Emilii, studirao je na Milanskom katoličkom sveučilištu, gdje je 1961. diplomirao pravo s temom Šteta protekcionizma u razvoju talijanske industrije. Otišao je na specijalizaciju na sveučilišta u Milanu i Bologni, te na londonskoj Školi ekonomije.
Počasni je profesor na harvardskom i stanfordskom sveučilištu.

## Akademska karijera
Akademska mu je karijera počela na odsjeku ekonomije Fakulteta političkih znanosti u Bologni, gdje je radio kao asistent profesoru (1963.), izvanredni profesor (1966.) i na kraju kao redovni profesor (1971. – 1999.) industrijske organizacije i politike.

## Politika
Prodi je lijevo orijentiran kršćanski demokrat. Tijekom polovine sedamdesetih, počeo je ulaziti u talijansku politiku i bio je imenovan ministrom industrije 1978. tijekom vlade Giulia Andreottia; imao je mjesto u raznim komisijama tijekom osamdesetih i ranih devedesetih godina. Radio je kao predsjednik moćne državne kompanije IRI, u vremenskim periodima 1982-1989 i opet 1993-1994. Dvaput je bio pod istragom zbog navodne korupcije u IRI-ju. Prvo je bio optužen zbog sukoba interesa, prvi put u vezi s ugovorom dodijeljenim njegovoj ekonomskoj istraživačkoj kompaniji. Drugi put se radilo o prodaji gubitničkog državnog konglomerata za proizvodnju hrane SME internacionalnom Junileveru, za koji je neko vrijeme bio plaćenim konzultant. Oslobođen je od obiju optužaba.
Godine 1995. postao je predsjednik koalicije Ulivo (Maslina), a 1996. predsjednik Vlade. Njegova je vlada pala kada je Stranka komunističke obnove povukla podršku, dopuštajući formiranje nove vlade pod Massimom D'Alemom. Ovo se dogodilo samo zbog jednog glasa u Domu zastupnika (potrebna je podrška većine članova u oba dva doma). Ipak, razočarenje nije prouzrokovano službenim povlačenjem podrške, već suprotnim glasovanjem na temi označenoj osnovnom za Vladu i to je izazvalo ostavku u slučaju negativnog glasovanja.

### Predsjednik Europske komisije
Prodi je poznat kao pristalica Europske unije. Rujna 1999. imenovan je za predsjednika Europske komisije, uz veliku podršku europskih kršćansko-demokratskih i socijaldemokratskih stranaka. Tijekom svog mandata 11 je država 2002. nacionalnu valutu zamijenilo eurom. Dvije godine poslije 10 je istočnoeuropskih i bivših sovjetsko komunističkih država ušlo u sastav EU. Mandat mu je istekao 18. studenog 2004.
Travnja 2006., neki član britanskog parlamenta citirao je optužbe bivšeg agenta Federalne službe sigurnosti, pukovnika Aleksandra Litvinjenka. Navode da je Prodi KGB-ov čovjek u Italiji, zahtijevajući istraživanje optužbe.

## Izbori za premijera 2006.
Kao vođa Unije, koalicije lijevo orijentiranih stranaka, Romano Prodi porazio je desnog Silvia Berlusconia, za manje od 1%. Ovo je bila kontroverza jer je Prodi naglasio pobjedu satima prije službenih rezultata, te je Berlusconi zahtijevao novo prebrojavanje glasova.
21. veljače 2007. Prodi je predsjedniku ponudio ostavku zbog senatske pro-europske odluke o slanju talijanskih trupa u Afganistan i širenju američkih baza na sjeveru Italije. Prijedlog je prihvatio Prodijev prethodnik Silvio Berlusconi.

## Vanjske poveznice
- Osobna stranica